# Amtsvogtei Emsbüren
Die Amtsvogtei Emsbüren war ein historisches Verwaltungsgebiet des Königreichs Hannover.

## Geschichte
Das Gebiet geht auf den aus den früher münsterischen Kirchspielen Salzbergen, Emsbüren und Schepsdorf bestehenden Kreis Emsbüren zurück, der von 1803 bis 1806 zum Fürstentum Rheina-Wolbeck, dann zum Kaiserreich Frankreich gehörte und auf dem Wiener Kongress 1815 an das Königreich Hanover fiel. 1821 wurde die Bezeichnung Amtsvogtei eingeführt. Nach dem Erlöschen der standesherrlichen Rechte des Herzogs von Looz-Corswarem wurde sie 1824 der Landdrostei Osnabrück zugeordnet und mit dem 1. Oktober 1826 in die Niedergrafschaft Lingen eingegliedert.

## Behördenleiter
- 1818: Gustav von Müller
- 1821–1826: Joseph Schöningh, Richter zu Meppen